# Dnevni rituali
Dnevni rituali deveti je studijski album zagrebačkog rock sastava Aerodrom, koji izlazi 22. studenog 2019. u izdanju diskografske kuće "Croatia Records". Album se sastoji od trinaest skladbi, a snimljen je u istoj postavi kao i njihov prethodni album "Taktika noja": Jurica Pađen, Tomislav Šojat, Ivan Havidić i Damir Medić. Materijal za album je snimljen u periodu od listopada 2015. do listopada 2019. godine, a produkciju potpisuju Jurica Pađen i Hrvoje Prskalo. Rad na novom albumu sastav najavljuje video spotovima za skladbe "Od sutra ne pušim" krajem 2015. i "Ispod tuša" krajem 2016. godine. Tijekom sljedeće tri godine izlazi još četiri singla, od kojih su tri našla mjesto na službenoj hrvatskoj top listi singlova HR Top 40. Album je debitirao na broju #21 na službenoj hrvatskoj top listi prodaje, a dostigao je poziciju broj #8.

## Recenzije
Dnevni rituali dobio je uglavnom pozitivne kritike. Glazbeni kritičar Zlatko Gall ocijenio je album s 3 1/2 zvjezdice na skali od 5, opisujući ga kao "solidan album klasičnog gitarskog rocka" i kao "bendovska ekstenzija samostalnog projekta All Stars". Aleksandar Dragaš iz Jutarnjeg lista opisao je album kao “ljubavne arena rock / power pop pjesme ljepljive za uho”. Top.HR, glazbena TV emisija, predstavila je album kao “ozbiljan konkurent za rock album godine”.

## Popis pjesama
Sve pjesme napisao Jurica Pađen.
| 1.    | »Varka oko nas«           | 3:26 |
| 2.    | »Nafte i benzina«         | 3:14 |
| 3.    | »Sunce mi se smije«       | 3:48 |
| 4.    | »Vozi, mademoiselle«      | 3:24 |
| 5.    | »Živjeti svoj san«        | 2:53 |
| 6.    | »Sva sirotinja«           | 2:46 |
| 7.    | »Mistična dama«           | 4:02 |
| 8.    | »Hej, bludnice«           | 3:29 |
| 9.    | »Ja te jednostavno volim« | 3:34 |
| 10.   | »Neka bude«               | 3:56 |
| 11.   | »Titanik«                 | 3:47 |
| 12.   | »Ispod tuša«              | 3:25 |
| 13.   | »Od sutra ne pušim«       | 3:09 |
| 44:53 |                           |      |

## Top liste

### Album
| Godina | Top lista | Pozicija |
| ------ | --------- | -------- |
| 2019   | HR Top 40 | 8        |

### Singlovi
| Godina | Singl                   | Top lista | Pozicija |
| ------ | ----------------------- | --------- | -------- |
| 2017   | Ja te jednostavno volim | HR Top 40 | 13       |
| 2018   | Neka bude               | HR Top 40 | 22       |
| 2019   | Sunce mi se smije       | HR Top 40 | 27       |

## Izvođači

### Aerodrom
- Jurica Pađen - gitara, vokal, usna harmonika
- Tomislav Šojat - bas-gitara, prateći vokal
- Ivan Havidić - gitara, prateći vokal
- Damir Medić - bubnjevi, udaraljke

### Ostali izvođači
- Fedor Boić - klavijature
- Mario Domazet - charango, akustična gitara
- Zvone Domazet - Dobro gitara, slide gitara, programiranje
- Borna Čop - gitara
- Ana Šuto, Jelena Vlačić - prateći vokali
- Hrvoje Prskalo - programiranje, prateći vokali, synth

## Produkcija
- Jurica Pađen - glazba i tekst
- Aerodrom - aranžmani
- Jurica Pađen i Hrvoje Prskalo - producenti
- Hrvoje Prskalo - tonski snimatelj i mastering
- Mario Domazet - koproducent na 3 i 10
- Ljubo Zdjelarević - fotografija
- Ljubo Zdjelarević i Luka Vucić - likovno oblikovanje

## Vanjske poveznice
- Službeni Instagram profil sastava
- Službeni Facebook profil sastava
- Službeni Youtube kanal sastava